# Hetvehely
Hetvehely (németül: Hetvehell) község Baranya vármegyében, a Szentlőrinci járásban.

## Fekvése
A Mecsek nyugati felében helyezkedik el, a Pécs-Dombóvár-Szentlőrinc háromszög középpontjától nem messze, de a három közül utóbbi városhoz a legközelebb. Szomszédai: észak felől Szentkatalin, északkelet felől Okorvölgy, kelet felől Abaliget, délkelet felől Kővágótöttös ás Bakonya, délnyugat felől Bükkösd, nyugat felől pedig Ibafa. Határszéle érintkezik még délen Boda, északnyugaton pedig Tormás, Bakóca és Kisbeszterce határával is.

### Megközelítése
Lakott területén végighúzódik a 6601-es út, ezen érhető el a legegyszerűbben Dombóvár és Szentlőrinc felől is; Pécstől a 6605-ös út vezet idáig.

## Története
Hetvehely Árpád-kori település. Neve a magyar hétfő és a hely szavak összevonásával keletkezhetett. Ez arra utal, hogy valaha hétfőn voltak itt a vásárok. A beköltöző német telepesek „Hetfehell”-nek nevezték. A törökök idején elnéptelenedett, később újra benépesült, de az új Hetvehely már nem a régi falu helyére épült, mert a környék elvadult volt. Ezt bizonyítja, hogy a 18. század első három évtizedében nem említették a középkori templomot a vizitációk.
1979. január 1-jén hozzácsatolták az elnéptelenedő Kán (németül: Kaan) falut is, ami azóta építészetileg védett település lett a maga hatvan házával.
2001-ben lakosságának 7,5%-a német, 8,8%-a cigány nemzetiségűnek vallotta magát.

## Közélete

### Polgármesterei
- 1990–1994: Wágner Antal (független)[5]
- 1994–1998: ifj. Wágner Antal (független német kisebbségi)[6]
- 1998–2002: Ifj. Wágner Antal (független)[7]
- 2002–2006: Wágner Antal (független)[8]
- 2006–2010: Wágner Antal József (független)[9]
- 2010–2014: Wágner Antal József (független)[10]
- 2014–2019: Wágner Antal József (független)[11]
- 2019–2024: Wágner Antal József (független)[12]
- 2024– : Wágner Antal József (független)[1]

## Népesség
A település népességének változása:
| Lakosok száma | 487  | 492  | 500  | 455  | 448  | 452  | 435  | 428  |
|               | 2013 | 2014 | 2015 | 2019 | 2021 | 2022 | 2023 | 2024 |

A 2011-es népszámlálás során a lakosok 81,3%-a magyarnak, 28,1% cigánynak, 20,4% németnek mondta magát (18,5% nem nyilatkozott; a kettős identitások miatt a végösszeg nagyobb lehet 100%-nál). A vallási megoszlás a következő volt: római katolikus 69,7%, református 2,8%, evangélikus 0,4%, görögkatolikus 0,2%, felekezeten kívüli 4,5% (22,1% nem nyilatkozott).
2022-ben a lakosság 88,5%-a vallotta magát magyarnak, 22,1% cigánynak, 14,4% németnek, 0,4% bolgárnak, 0,2-0,2% horvátnak, örménynek, románnak és szlovénnek, 4,4% egyéb, nem hazai nemzetiségűnek (8% nem nyilatkozott; a kettős identitások miatt a végösszeg nagyobb lehet 100%-nál). Vallásuk szerint 53,1% volt római katolikus, 2,4% református, 1,1% evangélikus, 0,9% egyéb keresztény, 0,7% egyéb katolikus, 11,5% felekezeten kívüli (30,3% nem válaszolt).

## Nevezetességei
- Árpád-kori templom

A 13. századi gótikus stílusú műemlék templom a falu legősibb nevezetessége. Feltehetően a pécsi pálosok Jakab-hegyi kolostorának tartozéka volt, mellette remeteházzal. A 18. század eleji püspöki vizitációk során szóba sem került, mert a török időkben a környezete annyira elvadult, hogy csak később bukkantak rá. A templomot a 18. században átalakították és 1760-ban készült el. A gótikus templom falaira barokk stílusú magasítást, ablakokat és boltívet húztak. Fekete rokokó oltárt készítettek. Ez később a mai templom szentsír-oltára lett. A középkori eredetű falképeken kívül egy 14. századi keresztelőmedence is található benne.
A megrongálódott, középkori templomot ugyan helyreállították, de 1883-ban új templom épült a közelében, ezért a régi elhagyatottá vált. Szőnyi Ottó művészettörténész 1911-ben megjelent írásából tudható, hogy akkoriban gazdasági épületként használták, hajójában szénapajta, szentélyében és sekrestyéjében pedig húsfüstölő működött. Emiatt a középkori képeket vastag korom borította. Az 1970-es években műemléki szempontból helyreállították az épületet. A templom alaprajzából derült ki, hogy a 13. században épülhetett. A kapu fölötti három ablak közül a nyugati magasabban van a karzat miatt. Ez azt jelzi, hogy az urasági karzat is a 13. században készült. A gótika idején a templomhoz sekrestyét építettek. A szentély négyzetes alaprajzú. A 20. század elején az ősi templom szentélyében felfedeztek egy „metterciát”, amely a 14. századi itáliai festőiskolák kedvelt témája volt. Ugyanakkor fedeztek fel egy másik freskót is.  

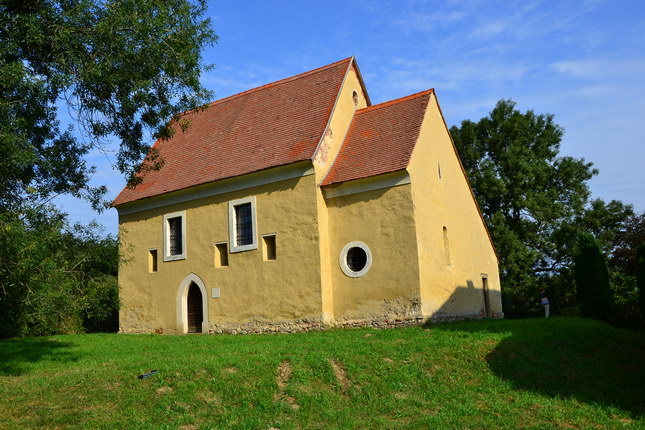
Hetvehely - Árpád-kori templom
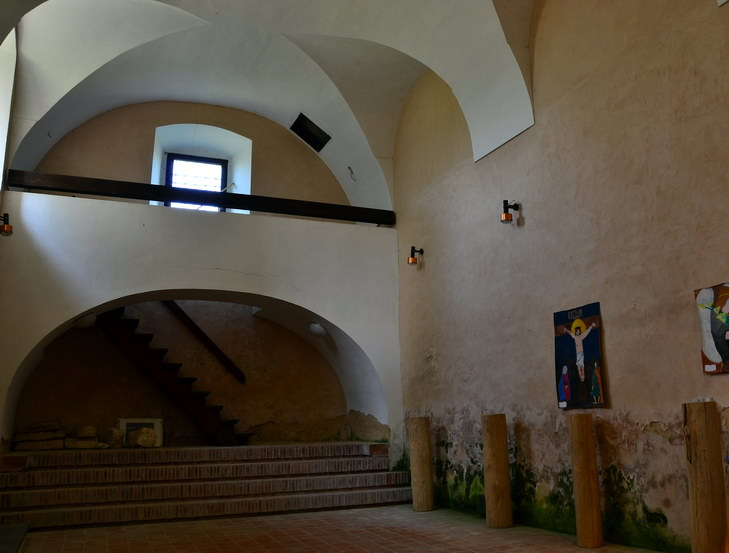
Árpád-kori templom - karzat
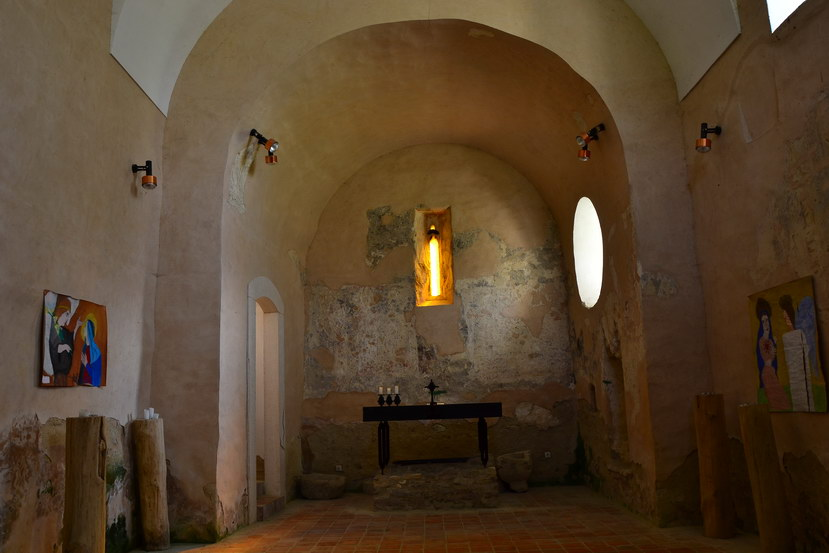
Árpád-kori templom - belső
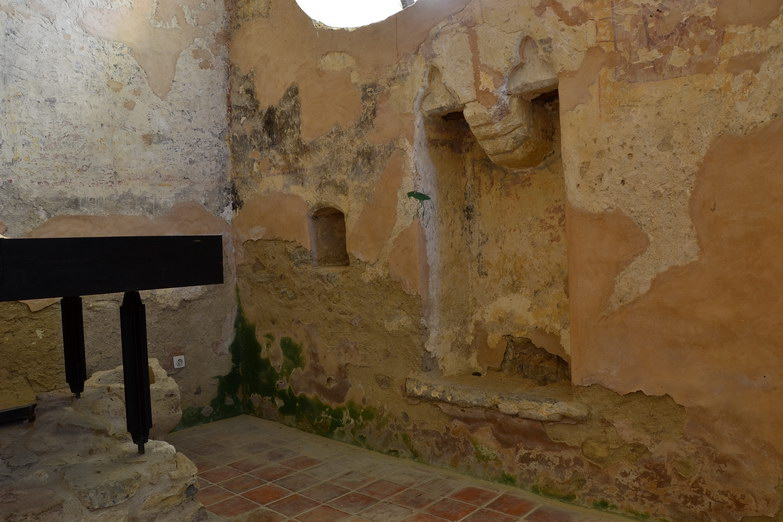
Árpád-kori templom - ülőfülke